# Heavy Crown
Heavy Crown è il primo album in studio del gruppo musicale statunitense Last in Line, pubblicato il 19 febbraio 2016 dalla Frontiers Records.

## Tracce
Testi e musiche di Vinny Appice, Jimmy Bain, Vivian Campbell e Andrew Freeman.
1. Devil in Me – 4:51
2. Martyr – 2:41
3. Starmaker – 5:03
4. Burn This House Down – 3:55
5. I Am Revolution – 3:00
6. Blame It on Me – 6:27
7. Already Dead – 3:35
8. Curse the Day – 4:51
9. Orange Glow – 4:41
10. Heavy Crown – 3:56
11. The Sickness – 5:51

## Formazione
- Andrew Freeman – voce
- Vivian Campbell – chitarra
- Jimmy Bain – basso
- Claude Schnell – tastiera
- Vinny Appice – batteria